# Association britannique de handball
L'Association britannique de handball (en anglais : British Handball Association) est une fédération sportive britannique chargé de la gestion, de l'organisation et de la promotion du handball au Royaume-Uni et basé à Warrington. La fédération est membre de l'IHF et de l'EHF.
La BHA est représentée dans les compétitions internationales par les sélections masculine et féminine.
L'Association regroupe les fédérations d'Angleterre (EHA) et d'Écosse (SHA). 

## Histoire
L'Association britannique de handball a été fondée en 1967 par quatre professeurs de Liverpool : Phil Holden, Chris Powell, Jeff Rowland et Andy Smith[réf. souhaitée]. En 1968, elle devient membre de l'IHF.